# Mammea
Mammea és un gènere de plantes amb flors dins la família Calophyllaceae. Els seus membres són arbres perennifolis amb les flors polígames i les fulles coriàcies.
l'espècie Mammea americana es troba a Amèrica tropical i les Antilles, hi ha una espècie a Àfrica tropical, 20 a Madagascar i 27 a la regió Indomalaia

## Algunes espècies
- Mammea africana – African mammee apple
- Mammea americana - Albercoquer de les Antilles
- Mammea asiatica
- Mammea cerera
- Mammea coumarins
- Mammea emarginata
- Mammea grandifolia
- Mammea immansueta
- Mammea longifolia
- Mammea malayana
- Mammea novoguineensis
- Mammea odorata – chopak
- Mammea papuana
- Mammea papyracea
- Mammea siamensis
- Mammea suriga
- Mammea timorensis
- Mammea touriga
- Mammea usambarensis
- Mammea veimauriensis

### Sinònims d'aquest gènere
- Ochrocarpos Noronha ex Thouars
- Paramammea J.-F.Leroy